# Craig Zisk
Craig Zisk est un réalisateur ainsi qu'un producteur américain.  

## Biographie
Il a un frère, Randy Zisk.
Il a grandi au Texas et a étudié à St. Mark's School of Texas. Il est sorti diplômé de l'université du Sud de la Californie.

## Filmographie

### Réalisateur

#### Films
- 2013 : The English Teacher[1]

#### Séries télévisées
- 1993 : Brooklyn Bridge (saison 2, épisode 9)
- 1996 - 1997 : Le célibataire (The Single Guy) (saison 1, épisodes 18 à 21), (saison 2, épisodes 1 à 4, 6, 7, 11, 13, 15, 18)
- 1998 : La croisière s'amuse, nouvelle vague (Love Boat: The Next Wave) (saison 2, épisode 5)
- 1998 - 1999 : For Your Love (saison 2, épisodes 8 et 19)
- 1999 : Voilà! (Just Shoot Me !) (saison 3, épisodes 12 et 13)
- 1999 : Zoé, Duncan, Jack et Jane (Zoe, Duncan, Jack & Jane) (saison 1, épisodes 3, 7 et 13)
- 1999 : Père malgré tout (Oh, Grow Up) (saison 1, épisode 11)
- 1999 : Susan! (Suddenly Susan) (saison 4, épisode 12)
- 1999 : Payne (saison 1, épisode 7)
- 1999 - 2000 : Charmed (saison 1, épisode 19), (saison 2, épisodes 1, 9 et 11), (saison 3, épisode 7)
- 1999 - 2000 : Shasta (Shasta McNasty) (saison 1, épisodes 5, 14 et 17)
- 2000 : Secret Agent Man (saison 1, épisode 6)
- 2000 - 2001 : Popular (saison 1, épisode 18), (saison 2, épisodes 4, 8 et 18)
- 2001 : Tucker (saison 1, épisode 12)
- 2001 : Parents à tout prix (Grounded for Life) (saison 1, épisodes 4 et 15)
- 2001 : The Tick (saison 1, épisode 4)
- 2001 - 2002 : Felicity (saison 4, épisodes 6 et 15)
- 2001 - 2002 /2004 - 2005 : Scrubs (saison 1, épisode 5), (saison 2, épisode 2), (saison 3, épisodes 10 et 15), (saison 4, épisodes 15 et 18)
- 2002 : New York Police Blues (saison 9, épisode 15)
- 2002 : Providence (saison 4, épisode 12)
- 2002 : Edition spéciale (Breaking News) (saison 1, épisode 9)
- 2002 : My Guide to Becoming a Rock Star (saison 1, épisodes 7 et 9)
- 2002 : Smallville (saison 2, épisode 9)
- 2002 : Les anges de la nuit (Birds of Prey) (saison 1, épisode 4)
- 2002 - 2003 : Watching Ellie (saison 1, épisodes 8 et 13), (saison 2, épisodes 2, 3, 6)
- 2002 - 2003 / 2005 : Alias (saison 1, épisodes 18), (saison 2, épisodes 2 et 16), (saison 4, épisode 7)
- 2003 : Pour le meilleur et pour le pire (Hidden Hills) (saison 1, épisode 11)
- 2003 : Mes plus belles années (American Dreams) (saison 1, épisodes 13 et 24), (saison 2, épisode 4)
- 2003 : Miss Match (saison 1, épisode 17)
- 2003 - 2006 / 2008 / 2010 : Nip/Tuck (saison 1, épisode 6), (saison 2, épisode 7), (saison 3, épisodes 3 et 14), (saison 4, épisode 11), (saison 5, épisode 10), (saison 6, épisode 14)
- 2004 : Monk (saison 2, épisode 15)
- 2004 : North Shore : Hôtel du Pacifique (North Shore) (saison 1, épisode 4)
- 2004 : Wonderfalls (saison 1, épisode 6)
- 2004 : FBI : Portés disparus (Without a Trace) (saison 3, épisode 3)
- 2004 : Dr Vegas (saison 1, épisode 7)
- 2004 - 2005 : Las Vegas (saison 1, épisode 13), (saison 2, épisode 1), (saison 3, épisode 9)
- 2005 : NIH : Alertes médicales (Medical Investigation) (saison 1, épisode 16)
- 2005 : LAX (saison 1, épisode 11)
- 2005 : The Closer : L.A. enquêtes prioritaires (The Closer) (saison 1, épisode 5)
- 2005 : Head Cases (saison 1, épisodes 2 et 6)
- 2005 - 2008 : Weeds (saison 1, épisode 3), (saison 2, épisodes 1, 2, 5, 8, 10 à 12), (saison 3, épisodes 1, 2, 5, 8, 10, 11 et 15), (saison 4, épisodes 1, 2, 5, 9, 11 et 13)
- 2006 : Entourage (saison 3, épisode 4)
- 2006 : Earl (saison 1, épisode 17), (saison 2, épisode 5)
- 2007 : The Office (saison 4, épisode 2)
- 2008 : Emily's Reasons Why Not (saison 1, épisode 3)
- 2009 : Hung (saison 1, épisode 2)
- 2009 : Trust Me (saison 1, épisode 3)
- 2009 : Nurse Jackie (saison 1, épisodes 2, 3 et 6)
- 2010 - 2011 : United States of Tara (saison 2, épisodes 1, 2, 11, 12), (saison 3, épisodes 1 à 3, 8, 11 et 12)
- 2010 - 2011 : The Big C (saison 1, épisodes 4 et 5), (saison 2, épisodes 11 et 12)
- 2012 : Shameless (saison 2, épisode 3)
- 2012 : New Girl (saison 2, épisode 11)
- 2012 : American Horror Story (saison 2, épisode 12)
- 2012 - 2013 / 2015 : Parks and Recreation (saison 1, épisodes 4, 14, 16, 18), (saison 7, épisode 11)
- 2013 : Smash (saison 2, épisodes 2 et 8)
- 2013 : Full Circle (saison 2, épisodes 2 et 5)
- 2013 - 2015 : Brooklyn Nine-Nine (saison 1, épisodes 2, 9, 12 et 17), (saison 2, épisode 15)
- 2015 : Kingdom (saison 2, épisodes 1 et 2)
- 2015 : Battle Creek (saison 1, épisode 6)
- 2015 : Halt and Catch Fire (saison 2, épisode 9)
- 2015 : The Good Wife (saison 7, épisode 5)
- 2016 : Mad Dogs (saison 1, épisode 6)
- 2016 : Angel from Hell (saison 1, épisode 4)
- 2016 : Agent Carter (saison 2, épisodes 5 et 6)
- 2016 : Fear the Walking Dead (saison 2, épisode 5)
- 2016 : House of Lies (saison 5, épisode 8)
- 2016 : Preacher (saison 1, épisode 4)
- 2016 : L'Exorciste (The Exorcist) (saison 1, épisode 4)
- 2016 : This Is Us[2] (saison 1, épisode 6)
- 2016 : Shut Eye (saison 1, épisode 2)
- 2017 : Veep (saison 6, épisode 2)
- 2017 : Santa Clarita Diet (saison 1, épisode 6)
- 2017 : Sneaky Pete (saison 1, épisode 4)
- 2017 : Timeless (saison 1, épisodes 11 et 14)
- 2018 : The Looming Tower (saison 1, épisodes 8 à 10)
- 2018 - 2019 : Manifest (saison 1, épisodes 4 et 14)
- 2019 : Tell Me a Story (saison 1, épisode 10)
- 2019 : Future Man (saison 2, épisodes 4 et 6)
- 2019 : Elementary (saison 7, épisode 6)
- 2019 / 2021 : Wu-Tang: An American Saga (saison 1, épisodes 6 et 9), (saison 2, épisodes 2 et 4)
- 2020 : Emergence (saison 1, épisode 12)
- 2020 : New Amsterdam (saison 2, épisodes 10 et 16)
- 2020 : Brave New World (saison 1, épisodes 3 et 4)
- 2021 : American Rust (saison 1, épisodes 3 et 4)

#### Téléfilms
- 2002 : Le fils du Père Noël (Mr. St. Nick)
- 2014 : An American Education
- 2014 : Two to Go

## Récompenses
- 2011 : Festival international des médias de Banff : Meilleure sitcom pour The Big C

## Nominations
- 1992 : Emmy Awards : Meilleure série télévisée comique pour Brooklyn Bridge
- 1998 : Emmy Awards : Meilleure série télévisée comique pour The Larry Sanders Show
- 2002 : Online Film & Television Association : Meilleure réalisation dans une série comique pour Scrubs
- 2006 : Emmy Awards : Meilleure réalisation pour l'épisode Good Shit Lollipop de Weeds
- 2009 : Emmy Awards : Meilleure série télévisée comique pour Weeds
- 2009 : PGA Awards : Meilleur producteur pour une série télévisée comique pour Weeds
- 2010 : PGA Awards : Meilleur producteur pour une série télévisée comique pour Weeds
- 2013 : Gold Derby Awards : Meilleur épisode comique pour l'épisode Leslie and Ben dans Parks and Recreation
- 2013 : Online Film & Television Association : Meilleure réalisation dans une série comique pour Parks and Recreation
- 2013 : Online Film & Television Association : Meilleure réalisation d'une mini-série pour American Horror Story
- 2014 : Online Film & Television Association : Meilleure réalisation dans une série comique pour Brooklyn Nine-Nine
- 2014 : Online Film & Television Association : Meilleure réalisation d'une mini-série pour American Horror Story saison 3
- 2018 : Emmy Awards : Meilleure réalisation pour l'épisode 9/11 dans The Looming Tower
- 2020 : Black Reel Awards : Meilleure série télévisée dramatique pour Wu-Tang : An American Saga